# François Chau
François Chau (ur. 26 października 1959 w Phnom Penh) – aktor filmowy i telewizyjny pochodzący z Kambodży. 

## Życiorys
Urodził się w Phnom Penh w Kambodży w rodzinie pochodzenia chińskiego i wietnamskiego. Kiedy miał około 6 lat, wraz z rodziną przeprowadził się do Sajgonu (obecnie Ho Chi Minh). W wieku siedmiu lat Chau przeniósł się z Sajgonu do Francji z powodu wojny wietnamskiej, a po roku wyjechał z rodziną do Waszyngtonu, gdzie dorastał i uczęszczał do szkoły. Po ukończeniu college’u, przeprowadził się do Los Angeles, gdzie w 1985 rozpoczął karierę aktorską.
Wystąpił jako Shredder w filmie Wojownicze Żółwie Ninja II: Tajemnica szlamu (1991). Grywał także gościnnie w takich serialach jak Chirurdzy (Grey’s Anatomy), JAG, Gwiezdne wrota czy Viper. Stał się znany głównie z roli doktora Pierre’a Changa w serialu telewizyjnym ABC Zagubieni. 
W 1997 trafił na off-Broadway jako Hiro Takamura w spektaklu Ballada o Yachiyo. W 2011 był nominowany do nagrody Ovation Awards za rolę doktora Henga w spektaklu Nadzwyczajna Izba (Extraordinary Chambers) w Geffen Playhouse Theater.
Wystąpił w teledysku Chrisa Browna do piosenki „Fine China” (2013). W grudniu 2018 przyjął rolę Pana Keo w filmie Ptaki Nocy (i fantastyczna emancypacja pewnej Harley Quinn) (2020) z udziałem Margot Robbie.

## Filmografia

### Filmy
- 1987: Akcja G.I. Joe (G.I. Joe: The Movie) jako Quick Kick (głos)
- 1988: W poszukiwaniu prawdy (Shootdown, TV) jako Koreańczyk
- 1989: Żelazny trójkąt (The Iron Triangle) jako kapitan Duc, ARVN
- 1990: Hiroszima w ogniu (Hiroshima: Out of the Ashes) jako kapitan Fukuda
- 1991: Wojownicze Żółwie Ninja II: Tajemnica szlamu (Teenage Mutant Ninja Turtles II: The Secret of the Ooze) jako Shredder
- 1992: Huragan ognia (Rapid Fire) jako Farris
- 1993: Kryptonim Nina (Point of no Return) jako ochroniarz budynku
- 1994: Niebieski tygrys (Blue Tiger) jako Soya
- 1995: Bez odwrotu (No Way Back) jako agent FBI Gim Takakura
- 1996: Shattered Mind (TV) jako rezydent
- 1997: Przeklęte ulice (City of Industry) jako wujek Luke
- 1997: Chińska szkatułka (Chinese Box) jako pan Wong
- 1997: Czas zapłaty (Wounded) jako pan Lee
- 1997: Wielki biały ninja (Beverly Hills Ninja) jako Izumo
- 1998: Zabójcza broń 4 (Lethal Weapon 4) jako Czwórka Ojca Li Lum Chung
- 1999: Papierowe pociski (Paper Bullets) jako Yang
- 1999: Powrót Godzilli (Godzilla 2000: Millennium) jako prof. Yuji Shinoda (głos)
- 2003: Tajemnice Las Vegas (Paris) jako pan Kim
- 2006: Operacja Świt (Rescue Dawn) jako gubernator prowincji
- 2009: Błękitny deszcz (Powder Blue) jako rzeźnik
- 2009: Lokator (The Lodger) jako Sam
- 2015: Chłopak z sąsiedztwa (The Boy Next Door) jako detektyw Johnny Chou

### Seriale TV
- 1985: G.I. Joe jako Quick Kick (głos)
- 1987: Posterunek przy Hill Street (Hill Street Blues) jako przywódca cesarza
- 1989: Cwaniak (Wiseguy)
- 1989: Rok w piekle (Tour of Duty) jako Wietnamczyk
- 1991: MacGyver jako Chi
- 1991: Detektyw Hunter (Hunter) jako Edward Chong
- 1991: Flash jako Johnny Choi
- 1991: Słoneczny patrol (Baywatch) jako Tadashi
- 1992: Intruzi (Intruders) jako technik laboratoryjny
- 1992: Tequila i Bonetti (Tequila and Bonetti) jako członek gangu
- 1992: Dzikie palmy (Wild Palms) jako Hiro
- 1994: W pułapce czasu (Time Trax) jako Cano Chan
- 1994: Przygoda na Dzikim Zachodzie (The Adventures of Brisco County, Jr.) jako doradca Aide
- 1994: Viper jako Bobby Murabito
- 1996: Ostry dyżur (ER) jako pracownik neurologii
- 1997: Melrose Place jako biznesmen
- 1997: Ostry dyżur (ER) jako pracownik neurochirurgii
- 1998: Nocny człowiek (Night Man) jako chiński oficer wywiadu
- 1999: Nash Bridges jako Albert Lee
- 1999: Strażnicy miasta (Sons of Thunder) jako Dow Long
- 2000: JAG: Wojskowe Biuro Śledcze (JAG) jako Kin Ku
- 2000: Strażnik Teksasu (Walker, Texas Ranger) jako Chen
- 2001: JAG: Wojskowe Biuro Śledcze (JAG) jako generał Shin Wa Chen
- 2002: Invisible Man jako Chen Po Li
- 2003: Gwiezdne wrota (Stargate SG-1) jako ambasador Chin
- 2003: Obława (Dragnet) jako szef Edward Laseur
- 2003: Tajne akcje CIA (The Agency) jako Jin-Gui Kim
- 2004: Agentka o stu twarzach (Alias) jako pan Cho
- 2004: Gorące Hawaje (North Shore) jako Satoshi Ohashi
- 2005: 24 godziny (24) jako konsul Koo Yin
- 2005: Chirurdzy (Grey’s Anatomy) jako pan Chue
- 2005–2007: Zagubieni (Lost) jako dr Marvin Candle
- 2006: Wzór (NUMB3RS) jako Kaj-Jan Chen
- 2007: Shark jako Mike Wong
- 2012: Jednostka (The Unit) jako kapitan
- 2008: Zagubieni (Lost) jako dr Edgar Halliwax
- 2009: Rozwodnik Gary (Gary Unmarried) jako Bobby Kim
- 2009–2010: Zagubieni (Lost) jako dr Pierre Chang
- 2011: Chuck jako Guillermo Chan
- 2011: The Chicago Code jako Chairman Lau
- 2011: Franklin & Bash jako pan Han
- 2011: Castle jako Clifford Lee
- 2012: Agenci NCIS: Los Angeles jako Binh Tran
- 2012: Przebudzenie (Awake) jako John Koh
- 2013: Nieletni/pełnoletni (21 & Over) jako dr Chang
- 2013: Tajemnica Amy (The Secret Life of the American Teenager) jako dr Chan, psychiatra
- 2013: Anatomia prawdy (Body of Proof) jako chiński konsulat
- 2013: Nikita jako dr Kang
- 2013: Mentalista (The Mentalist) jako pan Nguyen
- 2014: Hawaii Five-0 jako Gary 'Aikapu
- 2014: Partnerki (Rizzoli & Isles) jako Harold Chen
- 2014: Zabójcze umysły (Criminal Minds) jako dr Jack Chun
- 2014: Kości (Bones) jako Victor Lee
- 2015: Mroczne zagadki Los Angeles (Major Crimes) jako Raymond Phan
- 2015-2017: K.C. nastoletnia agentka (K.C. Undercover) jako Zane Willis
- 2016: Stacja Berlin (Berlin Station) jako Peter Shipley
- 2016: Era Wodnika (Aquarius) jako konsul Wietnamu Południowego
- 2017: MacGyver jako Richard Sang
- 2015–2018: The Expanse jako Jules-Pierre Mao
- 2017-2019: The Tick jako Walter
- 2018: Z Archiwum X (The X-Files) jako Peter Wong
- 2018: Ostatni prawdziwy mężczyzna (Last Man Standing) jako Henry
- 2019: Agenci NCIS (NCIS) jako Henry Den
- 2019: Weronika Mars (Veronica Mars) jako Hu
- 2019: AwanturNick (No Good Nick) jako detektyw Pham
- 2019: Pokój 104 (Room 104) jako dr Blake
- 2019: Sposób na morderstwo (How to Get Away with Murder) jako adwokat Carla
- 2020: Magnum: Detektyw z Hawajów (Magnum P.I.) jako Kinny

### Gry komputerowe
- 2012: XCOM: Enemy Unknown